# 丙萘洛尔
丙萘洛尔（英語： 或 ）是一种含氮有机化合物，化学式为C15H19NO，是帝国化学工业的詹姆士·W·布拉克等人研发的第一种非选择性的β受体阻滞剂，1963年11月进入临床使用，后由于其代谢产物可能的致癌性，1965年起逐渐被普萘洛尔等药物代替。